# Musculus coccygeus
De musculus coccygeus is een spier van de bekkenbodem. Hij vormt samen met de musculus levator ani het diaphragma pelvis. De musculus coccygeus heeft als functie het stuitbeen te steunen en op te trekken. Deze spier heeft als oorsprong (origo) de spina ischiadica en als aanhechting (insertio) het stuitbeen en het naburige deel van het heiligbeen. De spier wordt geïnnerveerd door de nervi sacrales 3-4.